# West Pointe à La Hache

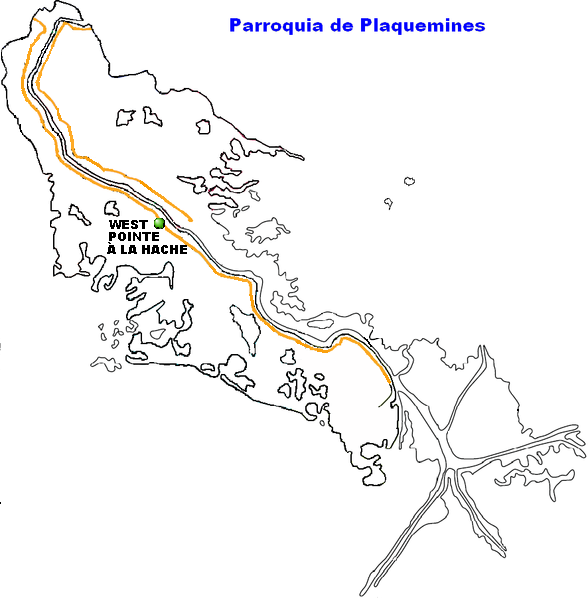
Localización de West Pointe à la Hache en el mapa de la Parroquia de Plaquemines.

West Pointe à la Hache es una pequeña localidad ubicada sobre el delta del Misisipi, dentro de la parroquia de Plaquemines, en el estado de Luisiana, Estados Unidos.

## Geografía
El establecimiento de West Pointe à la Hache se localiza en las siguientes coordenadas a saber: 29°34′10″N 89°48′02″O / 29.56944, -89.80056. Esta comunidad posee solo un metro de elevación sobre el nivel del mar, convirtiéndola una zona proclive a las inundaciones. Su población se compone de menos de doscientos habitantes. Esta localidad se encuentra ubicada a unos 51 kilómetros de Nueva Orleans la principal ciudad de todo el estado, y a 537 kilómetros del aeropuerto internacional más cercano, el (IAH) Houston George Bush Intercontinental Airport.

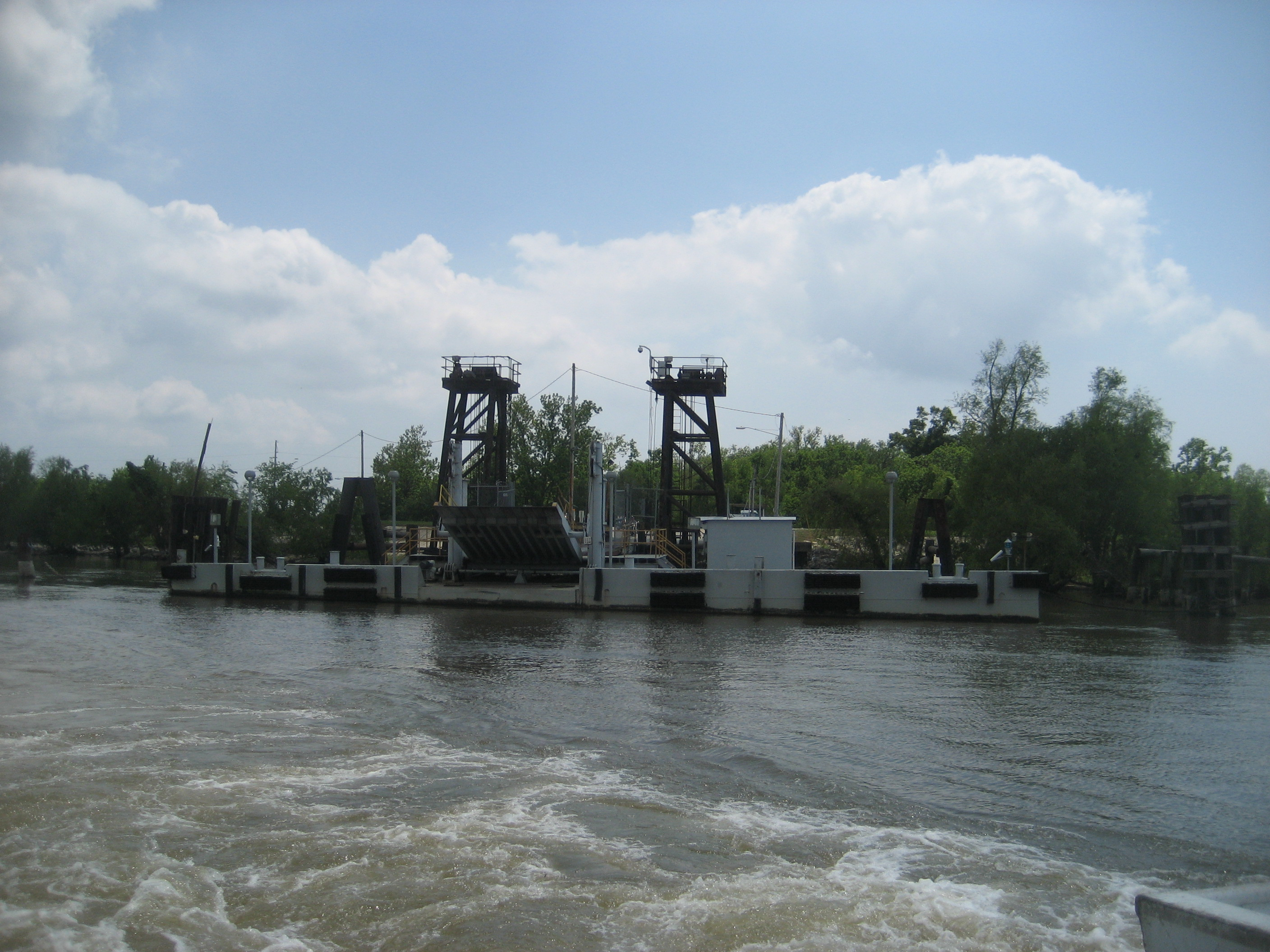
Transbordador amarrado en el muelle de West Pointe à La Hache, sobre el río Misisipi.